# Julián López Catalán
Julián López Catalán (San Martín del Río, 1834-Barcelona, 22 de diciembre de 1890) fue un pedagogo y periodista español.

## Biografía
Nació en la localidad turolense de San Martín del Río en 1834. Pedagogo, fue profesor de la Escuela Modelo de Párvulos de la ciudad de Barcelona desde su creación en 1862 hasta su muerte, acaecida el 22 de diciembre de 1890 en Barcelona.
Fue asiduo colaborador de los periódicos El Monitor de Primera Enseñanza y Los Niños —de este último entre 1883 y 1886—, y escribió, asimismo, numerosos libros y folletos consagrados a la instrucción y recreo de los niños, entre los que se cuentan La educación de los sentidos, La enseñanza objetiva, El libro de los párvulos, Guerra a la ignorancia, La industria y el comercio al alcance de los niños, Discursos, diálogos y poesías para niños y niñas, El pensil de la niñez: biblioteca destinada al desarrollo moral de los niños de uno y otro sexo, Lafontaine, Molière, Pascal, Bossuet, Chateaubriand, Lamartine, Dupanloup: cuadros biográficos y Guía de la caja enciclopédica: lecciones sobre objetos para los alumnos de las escuelas de párvulos.